# طارق جميل
مولانا طارق جميل (مواليد 1953)، باحث إسلامي معروف من باكستان. ويدير مدرسة في فيصل آباد، باكستان. بسبب جهوده الدعوية، انجذب العديد من المطربين والممثلين واللاعبين إلى دين الإسلام.

## النشأة
ولد طارق جميل وترعرعت في ميان شانو، وهو ابن لمزارعا الإقطاعية يشار إليها أيضا باسم «ميان» (الرب) في باكستان. وينتمي والده إلى المجتمع الراجبوت المسلمين، كان مزارعا وكان شخصا محترما في حقله والمنطقة المحلية. في طفولته عاش حياة متواضعة نسبيا لكن الدين لم يكن جزءا كبيرا من حياته وعائلته على وجه الخصوص. بعد الانتهاء من التعليم الثانوي (الملقب بكالوريوس واو في بعض مناطق باكستان) في مرحلة ما قبل الطبية (أي ما يعادل 'مستويات' أ) من جامعة الكلية الحكومية في لاهور، وتولى القبول في كلية الملك إدوارد الطبية في لاهور. وقال انه يعتزم القيام ببكالوريوس طب وجراحة، ولكن ميوله نحو الروحانية حثته في وقت قريب للتبديل إلى التعليم الإسلامي. ثم ذهب لتلقي التعليم الإسلامي من الجامعة العربية في راي وايند (قرب لاهور)، وباكستان حيث درس القرآن، الحديث، الشريعة، التصوف، والمنطق والفقه.

## التحول نحو الدعوة
نما حبه للدعوة الإسلامية خلال حياته في نزل في لاهور، ويمكن أن يعزى أساسا إلى أعضاء مجموعة «جماعة التبليغ» الذي أصبحوا أصدقاء له خلال الحياة الجامعية.
يقدم بانتظام المحاضرات والخطب التي تشجع الناس على اتباع القيم الإسلامية والمبادئ ووضعها موضع التطبيق في حياتهم اليومية. ويؤكد غير سياسية، غير عنيفة، والإسلام غير طائفية. وقد سافر على نطاق واسع لهذه القضية وتسليم آلاف المحاضرات في جميع أنحاء العالم. لإرواء عطش له عن المعرفة، وانه يتقن القدرة على فهم والتحدث بطلاقة العربية وسافر إلى العديد من البلدان الإسلامية. هيبته الساحرة مجتمعة مع صوت قوي وقدرة على تقديم غرامة المحاضرات الدينية قفزت قريبا له شهرة وخلال سنوات قليلة أصبح واحدا من أكثر الدعاة عميق وملهم من الإسلام في اللغة الأوردية.

## صعود إلى الشهرة
بسبب خطبه وأسلوب حياة بسيطة ومتواضعة، طارق جميل يحظى باحترام من المسلمين في جميع أنحاء العالم. لديه أسلوب بسيط، بليغة ومميزة لشرح الغرض من الحياة البشرية وإنشائها، وغالبا ما يستخدم الأمثلة العلمية لدعم حجته. وألقى محاضرات على جميع أنواع المجتمعات في المجتمع مع الحضور يجري الأطباء والمهندسين وأساتذة الجامعات ورجال الأعمال وأصحاب العقارات، والمسؤولين الحكوميين والفنانين تلفزيون فيلم / وزراء / السياسيين ومشاهير الرياضة. جهوده الدؤوبة جلب القيم الإسلامية الحقيقية في حياة بعض أعظم الكريكيت الباكستاني الأساطير مثل سعید أنور، Inzamam-ul-Haq، محمديوسف وثقلین مشتاق وغيرهم.. كما كان السبب الرئيسي لهداية المغني جنيد جمشيد لصحيح الإسلام.

## وصلات خارجية
https://play.google.com/store/apps/details?id=satsumadroid.tariqjamilsab.bayanait
https://www.youtube.com/channel/UC7LUy4HC6WhOxqdHZ0ZtjEQ
https://www.youtube.com/channel/UCTP84hUkrGNC1s7JP_Ux4vw